# Station Repty
Station Repty is een spoorwegstation in de Poolse plaats Tarnowskie Góry.